# Parc Jingshan
El parc Jingshan és un parc públic que cobreix 23 hectàrees al nord de la Ciutat Prohibida a la àrea de la Ciutat Imperial de Pequín, Xina. El punt focal és el turó artificial Jingshan, literalment "Turó de la Perspectiva".Antigament un jardí imperial privat annex a les terres de la Ciutat Prohibida, el lloc es va obrir al públic el 1928. El parc es va establir formalment el 1949. Administrativament, forma part dels districtes de Xicheng i Dongcheng al centre de Pequín.

## Història
La història de Jingshan es remunta a les dinasties Liao i Jin, fa gairebé mil anys. El turó artificial de 45,7 metres d'alçada es va construir durant el regnat de Yongle, de la dinastia Ming, fent servir la terra excavada per crear els fossars del Palau Imperial i els canals propers. Tota aquesta terra es va traslladar únicament fent servir el treball manual i la força animal. Jingshan consta de cinc pics individuals, i al cim de cadascun hi ha un pavelló elaborat. Aquests pavellons els feien servir les autoritats per a reunions i oci. Els cinc pics també assenyalen aproximadament l'eix històric del centre de Pequín.
Segons les regles del Feng Shui, és favorable situar una residència al sud d'un turó (i també és pràctic, ja que protegeix dels vents freds del nord). Els palaus imperials a les capitals de les anteriors dinasties també se situaven al sud del turó. Quan la capital es va traslladar a Pequín, no hi havia cap turó allà, motiu pel qual se'n va haver de construir un d'artificial. Es coneix popularment com el Turó Feng Shui. També és conegut com a Turó del Carbó, traducció literal del seu antic nom popular xinès 煤山, a causa d'un antic rumor que els emperadors guardaven reserves amagades de carbó al parc.
L'últim emperador de la dinastia Ming, l'Emperador Chongzhen, es va suïcidar aquí penjant-se l'any 1644.